# Fariba Adelkhah
Fariba Adelkhah, en persan : فریبا عادلخواه, née le 25 avril 1959 à Téhéran, est une anthropologue franco-iranienne. 
Directrice de recherche à l'Institut d'études politiques de Paris, elle est arrêtée en Iran en juin 2019, accusée d'espionnage, emprisonnée pendant plus d'un an puis libérée avec un bracelet électronique. Elle est à nouveau incarcérée à la prison d'Evin du 12 janvier 2022 à février 2023.

## Biographie

### Jeunesse et études
Née le 25 avril 1959 à Téhéran, elle arrive en France en 1977 pour faire ses études universitaires, d'abord à l'université Strasbourg-II puis à l'École des hautes études en sciences sociales. En 1990, elle soutient sa thèse intitulée Une approche anthropologique de l'Iran post-révolutionnaire. Le cas des femmes islamiques sous la direction de Jean-Pierre Digard.

### Parcours professionnel
Elle est nommée, en 2004, directrice de recherche au Centre de recherches internationales (CERI) de la Fondation nationale des sciences politiques (Institut d'études politiques de Paris). 

### Autres activités
Elle est membre du conseil scientifique de la revue Iranian Studies et de la Revue des mondes musulmans et de la Méditerranée.
À côté de son activité académique, Fariba Adelkhah traduit en persan des poèmes français mystiques de la fin du Moyen Âge et de la Renaissance.
En 2013, elle dirige pour la Revue des mondes musulmans et de la Méditerranée un dossier spécial intitulé Guerre et terre en Afghanistan.

### Incarcération en Iran
Le 14 juillet 2019, des médias persanophones basés à l’étranger annoncent qu'elle a été arrêtée en Iran. Cette arrestation est confirmée dès le 16 juillet 2019. Son arrestation remonterait au début du mois de juin, date à laquelle elle s'est connectée à son compte WhatsApp pour la dernière fois. Le site iranien de défense des droits de l'homme Gozaar (en) affirme qu'elle a été interpellée par les Gardiens de la révolution, la police idéologique iranienne, et qu'elle est détenue dans la prison d'Evin. Elle serait soupçonnée d'espionnage, idée que ses collègues du CERI considèrent « absurde »,. Le 24 décembre 2019, pour protester contre son incarcération, elle commence une grève de la faim, avec une autre chercheuse également emprisonnée, l'Australienne Kylie Moore-Gilbert (en). Le 7 janvier 2020, son avocat annonce l'abandon des poursuites pour espionnage et « atteinte à l’ordre public ». La chercheuse reste néanmoins poursuivie pour deux autres motifs : « propagande contre le système » et « complot contre la sûreté nationale ».
Son collègue et compagnon Roland Marchal, arrêté en même temps qu'elle, est libéré durant la pandémie de maladie à coronavirus de 2020 en Iran, à la faveur d'un échange de prisonniers.
Le 16 mai 2020, elle est condamnée à 5 ans de prison,,. Le 30 juin 2020, sa peine est confirmée en appel. Elle est détenue à Evin, la prison des prisonniers politiques, où elle partage sa cellule avec une quarantaine d’autres femmes, dont l'avocate iranienne Nasrin Sotoudeh.  
En septembre 2020, après plus d'un an de détention, elle sort de prison avec un bracelet électronique et rejoint sa famille à Téhéran.
Le 15 décembre 2020 lui est décerné le prix Irène-Joliot-Curie.
De janvier 2022 à février 2023, elle est réincarcérée à Téhéran,,, puis libérée avec interdiction de quitter le territoire iranien. Elle est finalement de retour en France le 18 octobre 2023. Cette expérience d'emprisonnement lui fait écrire  Prisonnière à Téhéran, une analyse du système carcéral iranien.

## Travaux
Elle est l'auteure de nombreuses publications sur l'Iran et l'Afghanistan. 
À travers son « anthropologie du voyage », Fariba Adelkhah se penche dès 2001 sur les liens établis entre le leadership politique, taliban notamment, et les pouvoirs marchands dans le golfe Persique, particulièrement les monarchies pétrolières abritant une importante population pachtoune et baloutche bien insérée sur le plan économique.
Fariba Adelkhah démontre notamment par ses travaux le liens entre les enjeux fonciers et les conflits en Afghanistan, liés à l’émergence d’une nouvelle classe qui a marginalisé les notables locaux, et a ainsi pu être le ferment de la résilience des talibans. Ces derniers, grâce à une gestion pragmatique, seraient apparus comme comparativement plus efficaces que l’État.
Elle s'intéresse en outre aux minorités afghanes, notamment les Hazaras, pratiquant l’islam chiite et subissant parfois la répression des talibans. 
Elle étudie également l'immigration autour de l'Afghanistan. Outre les réfugiés afghans, les circulations liées aux pèlerinages et à l’enseignement banalisent les migrations entre l'Afghanistan et les pays limitrophes notamment l'Iran, et permettent de s’extraire des causes géopolitiques et sécuritaires. C’est d’autant plus le cas pour ce qui concerne les mobilités des femmes à la tête d’entreprises. À la suite de la chute de Kaboul, répondant aux inquiétude de certains pays européens de voir une vague migratoire de réfugiés afghans, Fariba Adelkhah permet par ses travaux de souligner combien les circulations demeurent largement circonscrites aux pays du Sud.

## Publications
- Fariba Adelkhah, Prisonnière à Téhéran, Seuil, 2024 (ISBN 2-0215-7391-5)
- Fariba Adelkhah, Les Paradoxes de l'Iran : idées reçues sur la République islamique, Le Cavalier Bleu, 2016 (ISBN 979-10-318-0155-1, lire en ligne)
- Fariba Adelkhah, Les mille et une frontières de l'Iran : Quand les voyages forment la nation, Paris, KARTHALA, 2012, 483 p. (ISBN 978-2-8111-0664-5, lire en ligne)
- Fariba Adelkheh et Jean-François Bayart, Voyages du développement. Émigration, commerce, exil, KARTHALA, 2007, 362 p. (ISBN 978-2-8111-4235-3, lire en ligne) : « Le réveil du Khorassan : La recomposition d’un espace de circulation », p. 115-182
- Fariba Adelkhah, Être moderne en Iran, KARTHALA, 2006 (ISBN 978-2-84586-782-6, lire en ligne)
- Fariba Adelkhah, L'Iran, Le Cavalier Bleu, 2005, 125 p. (ISBN 978-2-84670-104-4, lire en ligne)
- François Georgeon et Fariba Adelkhah, Ramadan et politique, CNRS Editions, 2000 (lire en ligne)
- Fariba Adelkhah, Iran : vers un espace public confessionnel ?, Fondation nationale des sciences politiques, 1997 (lire en ligne)
- Fariba Adelkhah, Jean-François Bayart et Olivier Roy, Thermidor en Iran, Complexe, 1993, 143 p. (ISBN 978-2-402-05383-9, lire en ligne)
- Fariba Adelkhah, La révolution sous le voile : femmes islamiques d'Iran, KARTHALA, 1991, 280 p. (ISBN 978-2-86537-329-1, lire en ligne)